# Bambino Gesù

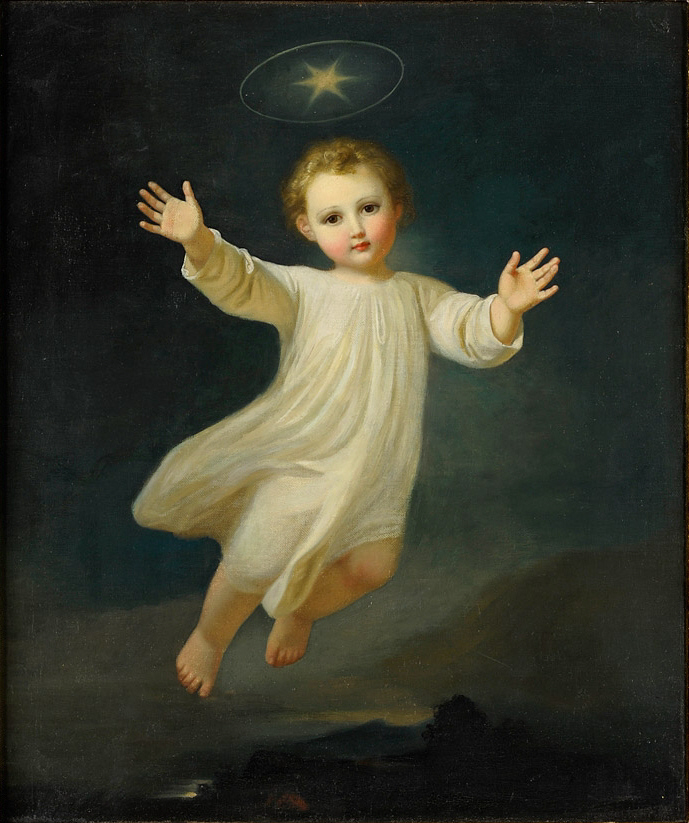
Il Bambino Gesù in un dipinto di Melchior Paul von Deschwanden (1881)

Quella del Bambino Gesù (o Gesù Bambino) è una tradizionale raffigurazione di Gesù che ricorre fin dal III e IV secolo in raffigurazioni religiose e in icone.

## Nell'arte
Il Bambino Gesù viene solitamente rappresentato tenuto in braccio o per mano da Maria, da san Giuseppe o da altri santi, ad esempio san Cristoforo, sant'Antonio di Padova, santa Rosa da Lima, san Gaetano di Thiene o san Felice da Cantalice. La sua età può variare da neonato a fanciullo di dodici anni circa. Varianti di questa rappresentazione sono il Bambino Gesù di Praga o quello di Cebú, rappresentati in piedi, vestiti con abiti regali e con in mano un globo sormontato da una croce.
Sono frequenti anche le rappresentazioni della Sacra Famiglia, cioè Gesù Bambino con Maria e Giuseppe, e della Sacra Parentela, ovvero il Bambino Gesù con sant'Anna, le tre Marie e altri santi.
I Testi sacri e altri lavori apocrifi furono tramandati sia per via orale sia musicale, e più tardi in opere artistiche che sono state molto utili per istruire i credenti. Il simbolismo del Bambino Gesù nell'arte raggiunse il suo apice durante il Rinascimento dove la Sacra Famiglia fu un tema centrale delle opere di Leonardo da Vinci e di molti altri artisti.

## Nella letteratura cristiana canonica
Le informazioni sull'infanzia di Gesù all'interno dei Vangeli di Matteo e Luca (gli unici canonici che parlino della vita pre-pubblica di Gesù) si limitano a pochi episodi concisamente descritti:
- la nascita a Betlemme;
- la circoncisione dopo otto giorni dalla nascita;
- la presentazione al Tempio di Gerusalemme dopo quaranta giorni;
- la visita dei Magi;
- la fuga in Egitto;
- il ritorno a Nazaret, dove Gesù visse con Maria e Giuseppe fino all'inizio della sua vita pubblica;
- la visita a Gerusalemme a dodici anni di età, nella quale Gesù si trattenne per tre giorni nel Tempio discutendo con i dottori della Legge. In quest'ultimo episodio, secondo il racconto di Luca, Gesù rivelò per la prima volta i segni di una sapienza non comune e della consapevolezza della sua futura missione.

L'analisi delle vicende relative all'infanzia di Gesù pone comunque particolari sfide agli storici: la narrazione dei Vangeli comprende infatti anche elementi simbolici o soprannaturali e presenta alcune apparenti incongruenze, queste ultime peraltro in parte spiegabili con la limitatezza delle risorse di cui disponevano gli autori antichi. Nella redazione e nell'interpretazione dei testi (e in particolare di quello di Matteo) hanno inoltre un ruolo rilevante le profezie messianiche contenute nell'Antico Testamento. Molti studiosi moderni interpretano le narrazioni evangeliche della natività su un piano prevalentemente simbolico o teologico, piuttosto che strettamente storico.

## Nella letteratura cristiana apocrifa
Dal IV secolo fino al Rinascimento molte storie furono tramandate a proposito dell'infanzia "segreta" di Gesù dove, anche se ancora bambino, già possedeva e usava i suoi poteri messianici per proteggere i genitori durante il loro viaggio da e verso l'Egitto, fino al momento in cui a dodici anni lasciò i suoi parenti impauriti per tre giorni mentre lui discuteva con i saggi del tempio.
La maggior parte di queste tradizioni derivava dai testi apocrifi "proibiti" o "non approvati" basati sulle traduzioni latine o greche dei rotoli del Mar Morto e, poiché solamente una minoranza dei cristiani del tempo poteva dirsi letterata, queste storie acquisirono un suono oscuro e seducente simile alle favole dei Fratelli Grimm.
Un tema comune alle storie medioevali ritrae Gesù come un bambino intrepido e spensierato che innocentemente ne combina qualcuna e inesorabilmente porta alla morte i suoi compagni di gioco. Una storia molto comune è la storia della nuvola: Gesù, volendo giocare tra le nuvole, si arrampica in cielo su un raggio di sole, ma tutti i suoi compagni di gioco che lo hanno seguito presto perdono la fede e muoiono cadendo.
Un'altra storia narra di un bambino (a volte riferito come Giuda bambino - come se Gesù e i suoi discepoli abbiano avuto liti durante le loro esistenze), che sbarrò il canale che forniva acqua alle piscine dove Gesù Bambino usava fare il bagno fino a quando un'onda di marea spazzò via il ragazzo e contemporaneamente liberò il canale.
Naturalmente questi eventi provocarono panico negli altri genitori che impedirono ai loro bambini di giocare con lui, così quando Gesù arrivava nella piazza della città per giocare, i genitori velocemente nascondevano i loro figli in un grande forno per ripararli. Gesù, accortosi di ciò, chiedeva dove fossero i suoi amici e gli veniva risposto che i bambini erano andati via. Quando chiedeva cos'era il rumore che proveniva dal grande forno, gli veniva detto che erano i maiali che stavano cuocendo. Quando Gesù andava via e i genitori aprivano le porte del forno, essi trovavano (a seconda delle versioni) o dei porcellini strillanti o delle bistecche arrosto.
Le storie create attorno alle attività di Gesù Bambino non erano tutte raccapriccianti, ma evidenziavano come, anche da bambino, Gesù avesse adempiuto alla Volontà Divina di "suo Padre". Altre storie narrano come perfino da neonato il suo sorriso poteva far smettere la pioggia e le tempeste e far splendere il sole, oppure poteva guarire i malati. Altre ancora raccontano di come un bambino che stava morendo fu messo in una vasca contenente l'acqua in cui aveva fatto il bagnetto Gesù, e fu riportato alla vita e addirittura che qualunque bambino in sua presenza non avrebbe strillato o piagnucolato.

## Nella tradizione popolare
Specialmente nel XX secolo, similmente alle lettere indirizzate a Babbo Natale, era usanza in molte famiglie far scrivere ai bambini lettere indirizzate a Gesù Bambino, componimenti che esprimevano buone intenzioni per il nuovo anno e richieste di regali graditi.

## Venerazione
Ci sono diverse devozioni legate al Bambino Gesù e diffuse in varie parti del mondo, quali, ad esempio:
- Bambino Gesù di Praga, in Repubblica Ceca
- Santo Niño de Cebú, nelle Filippine
- Santo Niño de Atocha, in Spagna e in America Latina
- Santo Bambino dell'Aracoeli, in Italia
- Divino Niño del 20 de julio, in Colombia
- Niño de Dios de Sotaquí, in Cile

## Congregazioni religiose
Numerosi gli istituti religiosi intitolati a Gesù Bambino. Tra questi: 
- le Ancelle del Bambin Gesù, fondate il 24 ottobre 1890 a Sarajevo;
- le Ancelle del Santo Bambino Gesù, sorte in Nigeria nel 1923;
- le Ancelle della Santa Infanzia di Gesù, fondate nel 1855 presso Würzburg;
- le Ancelle di Gesù Bambino, fondate a Venezia nel 1884;
- la Società del Sacro Cuore di Gesù Bambino, antico nome della congregazione dei padri di Timon David;
- la Società del Santo Bambino Gesù, fondata nel 1840 da Cornelia Connelly;
- le Suore del Bambino Gesù (dette Dame di Saint-Maur), fondate nel 1666 a Rouen da Nicolas Barré;
- le Suore Carmelitane del Bambino Gesù, fondate nel 1921 a Sosnowiec;
- le Suore Convittrici del Bambin Gesù, fondate nel 1693 a San Severino Marche;
- le Suore del Bambin Gesù, di Le Puy-en-Velay, fondate da Anne-Marie Martel;
- le Suore del Bambin Gesù, di Chauffailles, derivate dalla fondazione da Anne-Marie Martel;
- le Suore del Povero Bambino Gesù, fondate ad Aquisgrana nel 1844;
- le Suore del Santo Bambino Gesù, fondate a Reims nel 1670 da Nicolas Roland;
- le Suore Francescane Missionarie di Gesù Bambino, fondate da Barbara Micarelli il 25 dicembre 1879;
- le Suore Mercedarie del Bambino Gesù, fondate nel 1887 a Córdoba;
- le Suore Oblate del Santo Bambino Gesù, fondate a Roma nel 1672.

## Galleria d'immagini

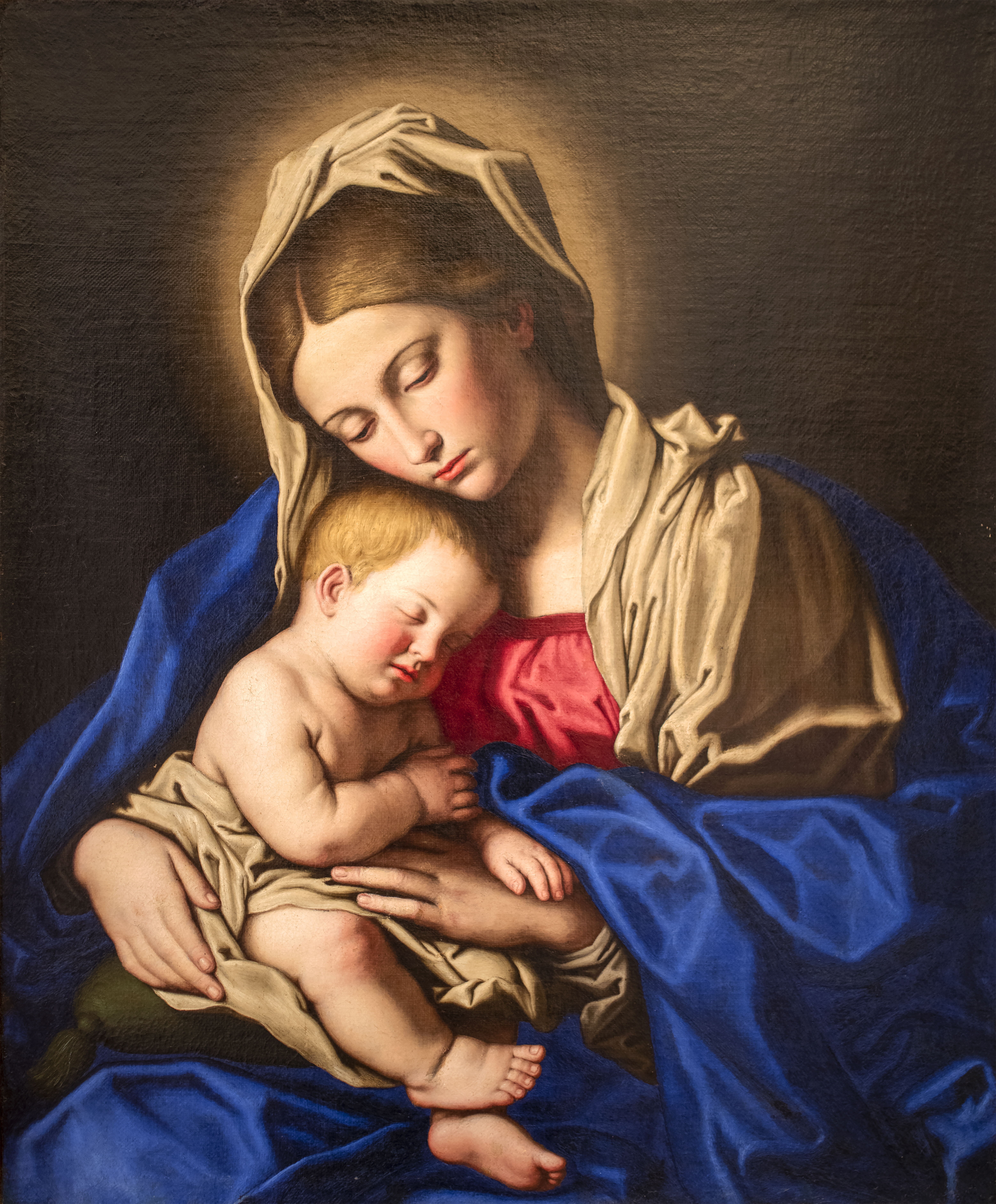
Il Sassoferrato, Madonna col Bambino
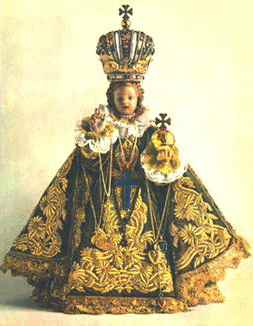
Il Bambino Gesù di Praga, presso la chiesa di Santa Maria della Vittoria
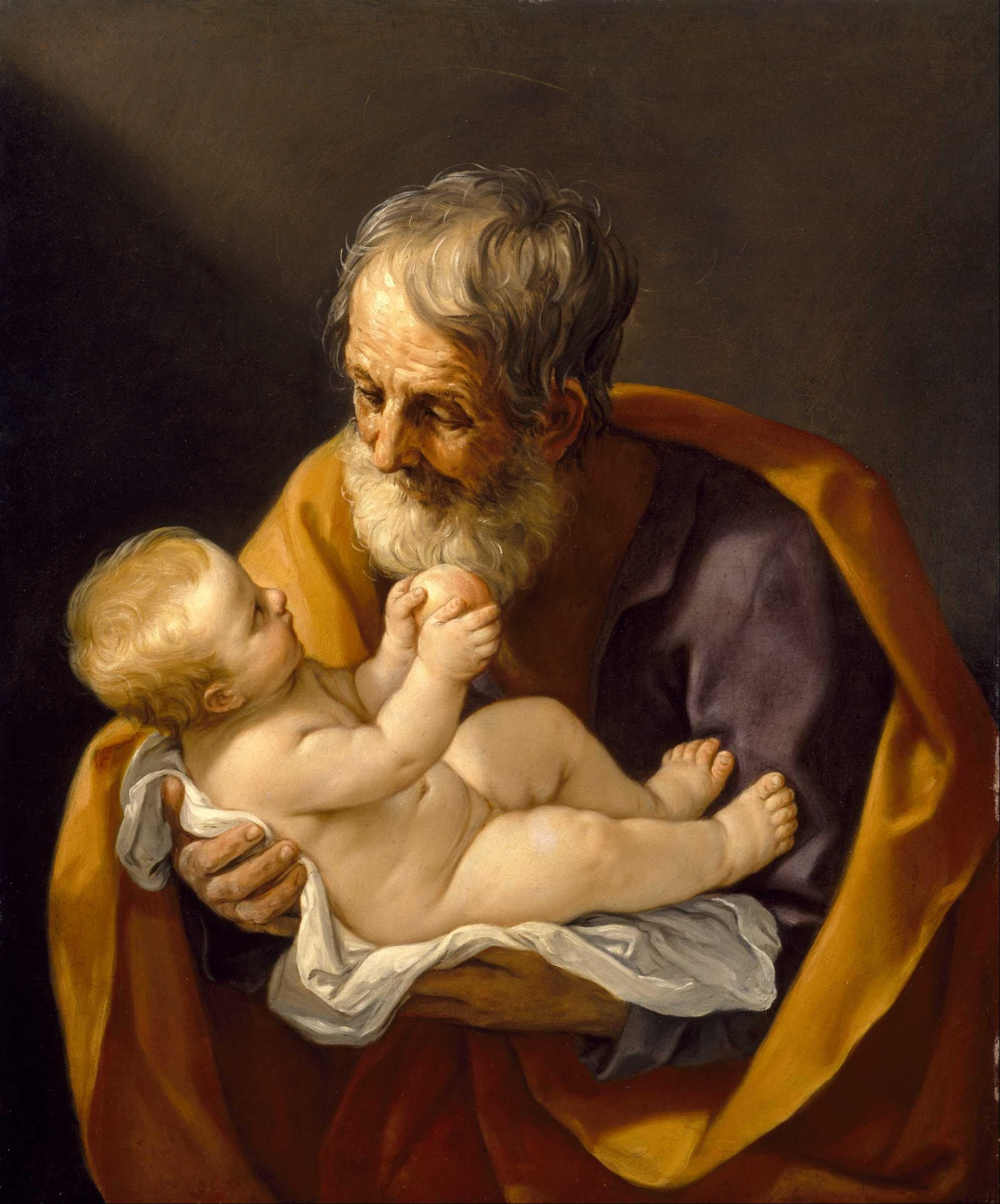
Guido Reni, San Giuseppe col Bambino
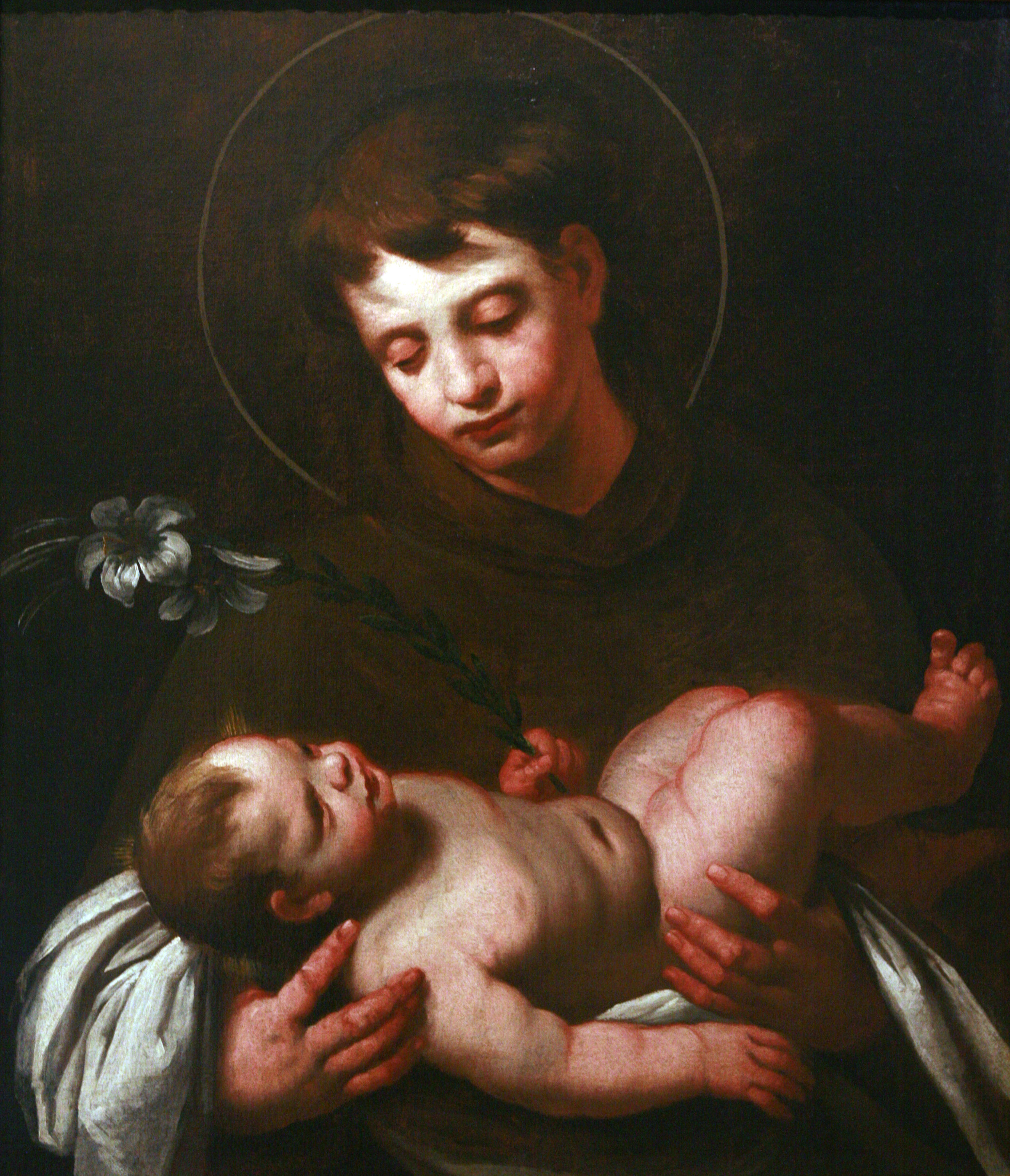
Bernardo Strozzi, Sant'Antonio col Bambino
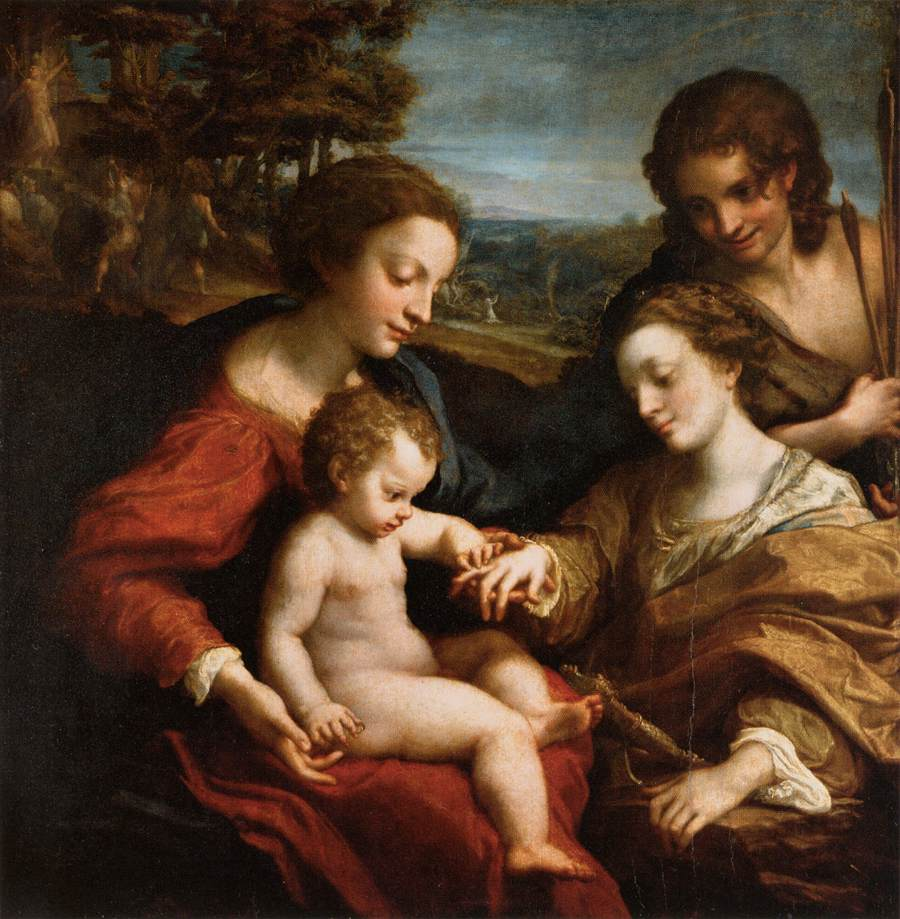
Il Correggio, Nozze mistiche di santa Caterina col Bambino